# Tossina colerica

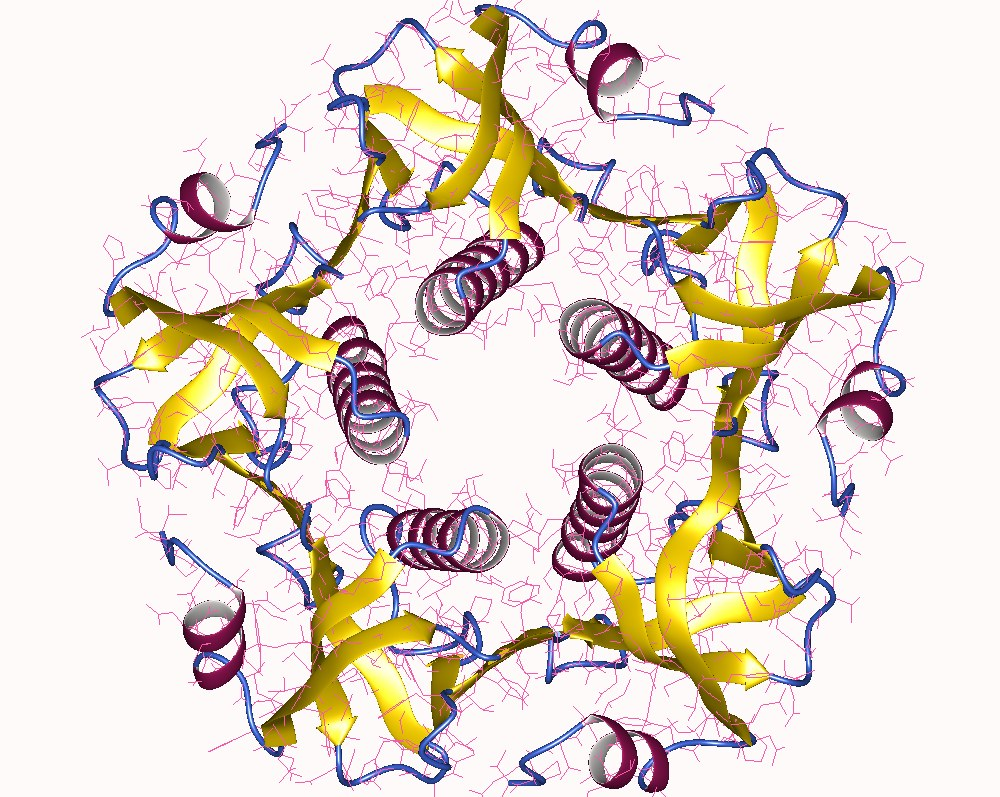
Tossina colerica B pentamer, Vibrio cholerae.

La tossina colerica (CT), è una tossina proteica prodotta dal batterio Gram-negativo a forma di virgola, Vibrio cholerae. È formata da sei subunità, una subunità A (divisa in due componenti A1 ed A2 legate da un ponte disolfuro) e cinque subunità B (AB5). Le subunità B si legano ai carboidrati del ganglioside GM1, situato sulla superficie delle cellule dell'epitelio. Una volta che la tossina è penetrata nella cellula, il ponte disolfuro della subunità A viene scisso, liberando, così, le due frazioni A1 ed A2. La subunità A1 va a legarsi ad una proteina G, detta fattore di ADP-ribosilazione, che ne amplifica l'attività catalitica ADP-ribosilante.
Questo complesso, insieme ad una molecola di GTP, catalizza l'ADP-ribosilazione di un'altra proteina G (di 49 Kd) che, in questo stato, si lega ad una molecola di GTP ma non è in grado di staccarsene. Ciò ha come risultato, un continuo stato di attivazione della proteina G che va a stimolare l'attività di una adenilato ciclasi. L'elevata presenza di cAMP risultante attiva una PKA che, attivando il canale per il Cloro CFTR, aumenta l'efflusso verso il lume di cloro e di conseguenza sodio, H2CO3 e acqua.